# Renée Saint-Cyr
Renée Saint-Cyr (* 16. November 1904 in Beausoleil, Alpes-Maritimes, Frankreich; † 11. Juli 2004 in Neuilly-sur-Seine; eigentlich Marie-Louise Vittore) war eine französische Schauspielerin.

## Leben
Als Tochter einer Opernsängerin begann sie ihre künstlerische Karriere ebenfalls als Sängerin und gewann einen ersten Preis am Konservatorium von Marseille. Anfang der 1930er-Jahre wandte sie sich dem Film zu. Auf dem Höhepunkt ihrer Karriere von 1932 bis 1943 spielte sie zahlreiche Hauptrollen. Später wurde sie eher in Nebenrollen als reifere, distinguierte Dame besetzt. Sie war die Mutter des Regisseurs Georges Lautner und spielte in zehn seiner Filme mit. In Jean-Michel Ribes’ Fernsehserie Palace trat sie regelmäßig in der Rolle einer verwegenen „Hüterin des guten Geschmacks“ auf.

## Filmografie (Auswahl)
- 1933: Les deux orphelines
- 1934: Der letzte Milliardär (Le Dernier milliardaire)
- 1937: Die Perlen der Krone (Les perles de la couronne)
- 1939: Dezembernacht (Nuit de décembre)
- 1942: Symphonie der Liebe (La symphonie fantastique)
- 1942: Frau am Kreuzweg (La femme perdue)
- 1946: … und sowas nennt sich Detektiv (L’insaisissable Frédéric)
- 1951: Frauen, Liebe, Legionäre (Capitaine Ardant)
- 1955: An der schönen blauen Donau
- 1962: Der junge General (La Fayette)
- 1964: Monocle blickt voll durch (Le monocle rit jaune)
- 1967: Das Millionen-Duell (Fleur d’oseille)
- 1968: Charleys Tante nackt (Jeunes filles bien … pour tous rapports)
- 1974: Haben Sie Interesse an der Sache? (Vous intéressez-vous à la chose)
- 1975: Gib Gas, Dicker! (Pas de problème!)
- 1976: Ein Tolpatsch auf Abwegen (On aura tout vu!)
- 1985: Der Cowboy – Ein großer Polizist (Le cowboy)
- 1992: Wer ist jetzt der Boß (Sup de fric)